# Гаге
Гаге су насељено мјесто у општини Двор, у Банији, Сисачко-мославачка жупанија, Република Хрватска.

## Историја
Гаге су се од распада Југославије до августа 1995. године налазиле у Републици Српској Крајини.

## Становништво
Насеље је према попису становништва из 2011. године имало 66 становника.
| Националност       | 1991. | 1981. | 1971. | 1961. |
| Срби               | 144   | 145   | 203   | 296   |
| Југословени        |       | 34    |       |       |
| Хрвати             | 1     | 1     | 1     |       |
| Муслимани          |       | 1     |       |       |
| остали и непознато | 1     | 4     |       |       |
| Укупно             | 146   | 185   | 203   | 296   |

| Демографија | Демографија | Демографија |
| Година      | Становника  | Становника  |
| ----------- | ----------- | ----------- |
| 1961.       | 296         |             |
| 1971.       | 203         |             |
| 1981.       | 185         |             |
| 1991.       | 146         |             |
| 2001.       | 58          |             |
| 2011.       |             | 66          |

## Попис 1991.
На попису становништва 1991. године, насељено место Гаге је имало 146 становника, следећег националног састава:
| Попис 1991.‍ | Попис 1991.‍ | Попис 1991.‍ | Попис 1991.‍ | Попис 1991.‍ |
| ----------- | ----------- | ----------- | ----------- | ----------- |
|             |             |             |             |             |
| Срби        | Срби        |             | 144         | 98,63%      |
| Хрвати      | Хрвати      |             | 1           | 0,68%       |
| непознато   | непознато   |             | 1           | 0,68%       |
| укупно: 146 |             |             |             |             |